# Lista de vereadores de Ribeirão Preto da 6.ª Legislatura
Esta é a lista de vereadores de Ribeirão Preto, município brasileiro do estado de São Paulo.
São relacionados os nomes dos parlamentares da 6ª legislatura de Ribeirão Preto, que assumiram o cargo em 1º de fevereiro de 1969 até 31 de dezembro de 1974. O prefeito da época era Antônio Duarte Nogueira.

## Mesa Diretora
| 1973-1974                           |                         |                        |                           |
| Nome                                | Início do mandato       | Fim do mandato         | Cargo                     |
| Osório Carlos do Nascimento (ARENA) | 1º de fevereiro de 1973 | 31 de dezembro de 1974 | Presidente da Câmara      |
| José Velloni (ARENA)                | 1º de fevereiro de 1973 | 31 de dezembro de 1974 | Vice-presidente da Câmara |
| José Delibo (ARENA)                 | 1º de fevereiro de 1973 | 31 de dezembro de 1974 | 1º Secretário             |
| Flávio Condeixa Favaretto (MDB)     | 1º de fevereiro de 1973 | 31 de dezembro de 1974 | 2º Secretário             |

| 1971-1972                             |                         |                       |                           |
| Nome                                  | Início do mandato       | Fim do mandato        | Cargo                     |
| Marcelino Romano Machado (ARENA)      | 1º de fevereiro de 1971 | 31 de janeiro de 1973 | Presidente da Câmara      |
| Barquet Miguel (ARENA)                | 1º de fevereiro de 1971 | 31 de janeiro de 1973 | Vice-presidente da Câmara |
| Álvaro Dilermano Faria Chaves (ARENA) | 1º de fevereiro de 1971 | 31 de janeiro de 1973 | 1º Secretário             |
| Mário Spano (ARENA)                   | 1º de fevereiro de 1971 | 31 de janeiro de 1973 | 2º Secretário             |

| 1970-1971                           |                       |                       |                           |
| Nome                                | Início do mandato     | Fim do mandato        | Cargo                     |
| Osório Carlos do Nascimento (ARENA) | 1º de janeiro de 1970 | 31 de janeiro de 1971 | Presidente da Câmara      |
| Foaade Hanna (ARENA)                | 1º de janeiro de 1970 | 31 de janeiro de 1971 | Vice-presidente da Câmara |
| Antônio de Carvalho (ARENA)         | 1º de janeiro de 1970 | 31 de janeiro de 1971 | 1º Secretário             |
| Orlando Victaliano (ARENA)          | 1º de janeiro de 1970 | 31 de janeiro de 1971 | 2º Secretário             |

| 1969                                  |                         |                        |                           |
| Nome                                  | Início do mandato       | Fim do mandato         | Cargo                     |
| Osório Carlos do Nascimento (ARENA)   | 1º de fevereiro de 1969 | 31 de dezembro de 1969 | Presidente da Câmara      |
| Álvaro Dilermano Faria Chaves (ARENA) | 1º de fevereiro de 1969 | 31 de dezembro de 1969 | Vice-presidente da Câmara |
| Barquet Miguel (ARENA)                | 1º de fevereiro de 1969 | 31 de dezembro de 1969 | 1º Secretário             |
| Mário Spano (ARENA)                   | 1º de fevereiro de 1969 | 31 de dezembro de 1969 | 2º Secretário             |

## Vereadores de Ribeirão Preto
Estes são os vereadores eleitos para a 6ª legislatura:
|    | Nome                          | Partido                                | Observações                                     |
| -- | ----------------------------- | -------------------------------------- | ----------------------------------------------- |
| 1  | Álvaro Dilermano Faria Chaves | Aliança Renovadora Nacional (ARENA)    |                                                 |
| 2  | Antônio de Carvalho           | Aliança Renovadora Nacional (ARENA)    |                                                 |
| 3  | Barquet Miguel                | Aliança Renovadora Nacional (ARENA)    |                                                 |
| 4  | Celson Ibson de Cylos         | Movimento Democrático Brasileiro (MDB) |                                                 |
| 5  | Celso Paschoal                | Aliança Renovadora Nacional (ARENA)    |                                                 |
| 6  | Foaade Hanna                  | Aliança Renovadora Nacional (ARENA)    |                                                 |
| 7  | João Cunha                    | Movimento Democrático Brasileiro (MDB) |                                                 |
| 8  | José Delibo                   | Aliança Renovadora Nacional (ARENA)    |                                                 |
| 9  | José Galati Júnior            | Aliança Renovadora Nacional (ARENA)    |                                                 |
| 10 | José Veloni                   | Aliança Renovadora Nacional (ARENA)    |                                                 |
| 11 | Marcelino Romano              | Aliança Renovadora Nacional (ARENA)    |                                                 |
| 12 | Mário Spano                   | Aliança Renovadora Nacional (ARENA)    |                                                 |
| 13 | Antônio Carlos Morandini      | Aliança Renovadora Nacional (ARENA)    |                                                 |
| 14 | Orlando Victaliano            | Aliança Renovadora Nacional (ARENA)    |                                                 |
| 15 | Osório Carlos do Nascimento   | Aliança Renovadora Nacional (ARENA)    |                                                 |
| 16 | Suplente do ARENA indefinido  | Aliança Renovadora Nacional (ARENA)    | Substituiu Vanir Stocche. 25.03.1969-31.12.1974 |
| 17 | Wilson Antônio Gasparini      | Aliança Renovadora Nacional (ARENA)    |                                                 |

### Mandatos Incompletos
|   | Nome          | Partido                             | Observações                        |
| - | ------------- | ----------------------------------- | ---------------------------------- |
| 1 | Vanir Stocche | Aliança Renovadora Nacional (ARENA) | Renunciou. 01.02.1969 - 25.03.1969 |

## Legislatura Anterior
5ª Legislatura

## Legislatura Posterior
7ª Legislatura